# Émilie Gleason
Émilie Gleason est une autrice de bande dessinée de nationalité belge et mexicaine, née en 1992 au Mexique. Elle est surtout connue par l'ouvrage Ted, drôle de coco, qui s'inspire de son frère porteur du syndrome d'Asperger.

## Biographie
Émilie Gleason naît en 1992 au Mexique. Dans sa jeunesse, elle est marquée par Philémon de Fred, Édika et surtout Les Fables paniques d'Alejandro Jodorowsky, ainsi que les œuvres d'Antoine Marchalot et Johnny Ryan.
Dans le cadre de son projet de fin d'études à l'École supérieure des arts décoratifs de Strasbourg, Gleason entame ses travaux sur ce qui deviendra Ted, drôle de coco : 24 pages sur un personnage humoristique, présenté comme « un zigoto à la Mr Bean ».
Tout en exerçant la fonction d'attachée de presse aux éditions Çà et là, elle publie en 2018 les albums Comment survivre (éd. Lapin) et Les Gros Bras de Polka (Biscoto) et surtout Ted, drôle de coco (Atrabile) : l'autrice s'inspire de son frère sous un angle original, à la fois humoristique et dramatique. En 2019, ce livre lui vaut le prix Révélation au festival d'Angoulême et il est largement salué par la critique, comme Libération, Les Inrocks, Europe 1, RTS, RTBF ainsi que dans les médias bédéphiles, notamment BoDoï, ActuaBD.
S'associant à Vikash Dhorasoo, qui écrit le scénario, elle livre en 2020 J'perds pas la boule (éd. Revival), une bande dessinée biographique sur la carrière de l'ancien footballeur,, notamment sa jeunesse « marquée trop souvent par le racisme » ; l'album est froidement accueilli par BoDoï mais favorablement sur Radio Nova et Arte.
En 2023, lors du BD Comic Strip Festival, elle reçoit avec Arthur Croque le Prix Le Soir de la BD d’actualité pour Junk Food. Et renonçant aux couleurs pétantes, elle met en images un scénario d'Olivier Bruneau et publie en 2023 Robbie, des dessins aux crayons à papier.

### Vie privée
Elle vit et travaille en région parisienne.

## Œuvres
- Slapinbag : Journal de rêves, Le Berbolgru, coll. « Falfla », 2017
- Ted, drôle de coco, Atrabile, coll. « Flegme », 2018  (ISBN 978-2-88923-070-9)
- Comment survivre, Éditions Lapin, 2018  (ISBN 978-2-377-54025-9)
- Les Gros Bras de Polka, Biscoto, 2018  (ISBN 109211985X)
- Toute une histoire pour un sourire, scénario de Frédéric Marais, Fourmis Rouges, 2019  (ISBN 978-2-36902-115-5)
- Rumeur(s), Éditions Polystyrène, coll. « Façades », 2019  (ISBN 979-10-90180-22-2)
- J'perds pas la boule[20],[21],[22],[23], Revival, Paris, 2 septembre 2020
Scénario : Vikash Dhorasoo - Dessin et couleurs : Émilie Gleason -  (ISBN 979-10-96119-36-3)
- L'Origine du monstre, BD-CUL no 27, 2021
- Jean-Shrek a peur des maisons, coll. « Coco Comics », L'Articho, 2021  (ISBN 978-2490015061)
- Le Garçon qui croyait qu'on ne l'aimait plus[24], texte de Hervé Giraud, Éditions Seuil Jeunesse, collection « Le Grand bain », 2021
- avec Adeline Rapon, Ébouriffant.e.s, Paris, Le Nouvel Attila, 20 mai 2022 (ISBN 9782493213228)
- Junk Food - Les dessous d'une addiction[25], Casterman, Bruxelles, 4 janvier 2023
Scénario : Arthur Croque - Dessin : Émilie Gleason - Couleurs : quadrichromie -  (ISBN 978-2-203-20330-3)
- Robbie, Payot et Rivages, coll. « Virages Graphiques », Paris, 20 septembre 2023
Scénario : Olivier Bruneau - Dessin et couleurs : Émilie Gleason -  (ISBN 978-2-7436-6097-0)
- avec Ludivine Nouguès, Les Œufs z'olympiques, Paris, Sarbacane, 6 mars 2024 (ISBN 9791040804956).
- 44. #44, La Revue dessinée, 5 juin 2024
Scénario et dessin : collectif dont Émilie Gleason - Couleurs : collectif -  (ISBN 978-2-382-64022-7)
- Les Gugusse en vacances[26],[27], Atrabile, coll. « Flegme », Genève, 4 avril 2025
Scénario, dessin et couleurs : Émilie Gleason -  (ISBN 978-2-88923-152-2) — Format comics.

### Comme coloriste deCowboy Henk
- 5. La Nouvelle Blague, Frémok, coll. « Amphigouri », Bruxelles, 24 octobre 2024
Scénario : Herr Seele - Dessin : Kamagurka - Couleurs : Émilie Gleason -  (ISBN 978-2-390-22047-3)

## Prix et distinctions

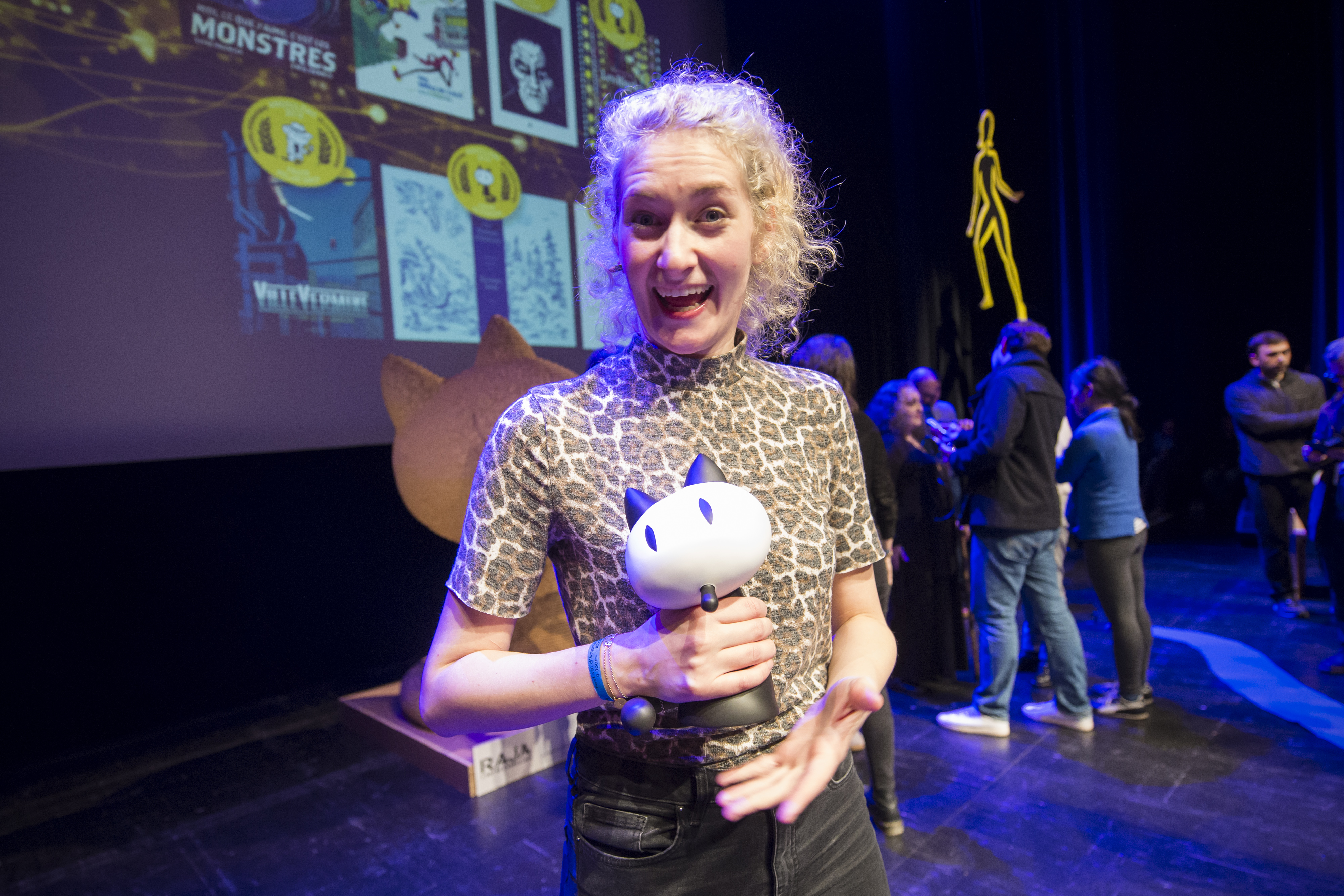
Émilie Gleason avec le prix révélation au festival d'Angoulême 2019

- 2019 :  prix Révélation, Festival international de la bande dessinée d'Angoulême pour Ted, drôle de coco[4] ;
- 2023 : prix Le Soir de la BD d’actualité, Prix Atomium, BD Comic Strip Festival de Bruxelles, avec Arthur Croque, pour Junk Food[17].

#### Périodiques
- Paul Satis, « Bienvenue dans mon atelier : Émilie Gleason », Spirou, Dupuis, no 4329,‎ 31 mars 2021, p. 15 (ISSN 0771-8071).

#### Articles
- Frédéric Potet, « Bande dessinée : Émilie Gleason, l’autofiction de case en case », Le Monde,‎ 5 janvier 2022 (lire en ligne , consulté le 18 mai 2024).

### Podcasts
- Dans ma bulle #308 - rendez-vous avec Émilie Gleason et Robbie sur avoir-alire.com (23 min 27 s), 9 novembre 2023.